# 제2차 세계 대전 연표
제2차 세계 대전 연표는 해당 전쟁 기간 동안의 사건을 시간순으로 기록한 연대표이다. 내용이 길어 연도별로 개별문서로 작성되었고, 그 목록은 아래와 같다.
- 제2차 세계 대전 이전 사건 연표 (1918년 10월 ~ 1939년 8월) (※내용의 일부는 1939년 연표와 중첩된다.)
  - 아시아에서의 제2차 세계 대전 발발 전 사건
  - 유럽에서의 제2차 세계 대전 발발 전 사건
  - 아프리카에서의 제2차 세계 대전 발발 전 사건
- 제2차 세계 대전 연표 (1939년)
- 제2차 세계 대전 연표 (1940년)
- 제2차 세계 대전 연표 (1941년)
- 제2차 세계 대전 연표 (1942년)
- 제2차 세계 대전 연표 (1943년)
- 제2차 세계 대전 연표 (1944년)
- 제2차 세계 대전 연표 (1945년)
- 제2차 세계 대전 동부 전선의 연표

## 같이 보기
- 제1차 세계 대전 연표
- 제2차 세계 대전
- 연표 목록